# 贝尼亚雷斯
贝尼亚雷斯，是西班牙巴伦西亚自治区阿利坎特省的一个市镇。总面积20km2，总人口1375人（2001年），人口密度69人/km2。